# Al Barr
Al-Barr jest także jednym z 99 imion Boga (według Koranu)
Al Barr czyli Alexander Martin Barr (ur. 12 września 1968 w Hanover, w stanie New Hampshire) – amerykański wokalista zespołu celtic punkowego Dropkick Murphys, założyciel i były członek streetpunkowego zespołu The Bruisers. Jego matka była z pochodzenia Niemką natomiast ojciec Szkotem.
Jego pierwszy zespół nazywał się D.V.A. (Direct Vole Assault) i był jego członkiem w 1984. Następnie wszedł w skład zespołu 5 Balls of Power, który tworzyli przyszli członkowie zespołów: Scissorfight, The Radicts, L.E.S. Stitches i US Bombs. Następnym krokiem w jego karierze scenicznej było założenie The Bruisers, z którym zagrał wiele koncertów m.in. jako support zespołu Dropkick Murphys. Po odejściu ze składu Dropkicków Micka McColgana, Al Barr zajął jego miejsce jako główny wokalista. W 1999 roku ukazał się pierwszy album Dropkick Murphys z Alem w składzie - The Gang's All Here. W 2005 singiel „I'm Shipping Up to Boston” zdobył status platyny.
Żonaty z Jessicą, z którą ma syna Strummera (ur. 2004), a jego imię zostało wybrane na cześć brytyjskiego muzyka Joego Strummera z The Clash.